# 余胤緒
余胤緒（15世紀—1565年），字思孝，號玉崖，湖廣德安府應城縣人，明朝政治人物。

## 生平
余胤緒出生時父親夢見緋袍神人進入房間，成長後聰明而孝順，隨父親到應天赴考，從事湛若水，到嘉靖元年（1522年）的舉人，五年（1526年）成進士，獲授南京戶部主事，監神策浦口諸倉，七年同考應天鄉試。調任吏部稽勳司主事，歷陞考功司郎中，大計查核公正，因此忤逆權貴，在十二年（1533年）被罷官。
嘉靖十八年（1539年），余胤緒獲原官起用，十九年起補南京吏部考功司郎中，二十三年（1544年）三月改任南京通政使司右參議，次年丁母憂。嘉靖二十九年（1550年）春起補原職，五月陞南京太僕寺少卿，隨即在七月改任北京太僕寺少卿，次年（1551年）三月再陞為南京太僕寺卿，冬十二月改南京大理寺卿，三十一年秋入賀京師，轉任大理寺卿，因足疾閒住。家居十四年，嘉靖四十四年卒。他生平清謹而純厚，專心理學，晚年在西河講學，曾對弟子說：「經師易求，身師難得。古人之書須體之，身心見之，行事方是有本之學，若本原不深，雖高才能文亦枝葉耳。」死後在隆慶二年（1568年）因湖廣巡撫劉慤建言下得賜祭葬，門人私諡慎修先生，著有《玉崖集》、《遵古便覽》，入祀鄉賢祠。

## 引用
- 胡直《大理寺卿余公胤緒傳》

1. 1 2  雍正《應城縣志·卷九·人物志上》：余胤緖，字思孝，初誕時父夢緋袍神人入室，緖生而穎異、性至孝，從父南雍，師事湛元明先生，悟周程宗旨，登嘉靖丙戌進士，授南戶部主事，調吏部，歷考功司郎中，察計秉公，忤權貴免歸。薦起南考功，遷南通政叅議，歷太僕大理卿、戶部右侍郎，平生清謹謙沖，刻意理學，晚年講業西河之上，紳士翕然宗之，卒賜祭葬，門人私謚慎修先生，從祀鄕賢，所著有《玉厓集》、《遵古便覽》藏於家。
2. ↑  雍正《應城縣志·卷六·選舉志》：進士 明……（嘉靖）丙戌科 余胤緖 壬午舉，有傳
3. ↑  《明世宗肅皇帝實錄·卷一百四十九》：（嘉靖十二年四月）己卯上諭吏部曰：「院部考察京官及科道拾遺事既竣，獨科道互相糾劾業有成命，今数日未見題請，顯有畏附之松，姑置不究，宜遵例令兩京六科十三道從實互舉以聽去留。」于是吏部尚書汪鋐等上章引罪，因劾該司郎中余胤緒隱匿成命、蒙蔽堂官，宜重治，得旨宥堂上官，罷胤緒為民，餘該司官各奪俸一年。
4. ↑  《明世宗肅皇帝實錄·卷二百三十二》：（嘉靖十八年十二月）癸酉詔起用原任通政使司右參議李鳳來、浙江道監察御史蔡靉、山東道御史楊爵、湖廣道御史浦鋐、吏部考功司郎中余胤緒、南京禮部儀制司郎中林炫、南京兵部車駕司員外郎吳鼎、兵部武選司主事袁袠、陝西按察司僉事施昱。
5. ↑  《明世宗肅皇帝實錄·卷二百八十四》：（嘉靖二十三年三月壬子）陞南京吏部考功司郎中余胤緒為南京通政使司右參議。
6. ↑  《明世宗肅皇帝實錄·卷三百六十》：（嘉靖二十九年五月）乙酉陞南京通政使司右參議余胤緒為南京太僕寺少卿。
7. ↑  《明世宗肅皇帝實錄·卷三百六十三》：（嘉靖二十九年七月）壬子改南京太僕寺少卿余胤緒為太僕寺少卿。
8. ↑  《明世宗肅皇帝實錄·卷三百七十一》：（嘉靖三十年三月）甲寅陞太僕寺少卿余胤緒為南京太僕寺卿，工科都給事中李珊為應天府丞。
9. ↑  《明世宗肅皇帝實錄·卷三百八十》：（嘉靖三十年十二月乙亥）陞南京太僕寺卿余胤緒為南京大理寺卿，南京國子監司業盧宗哲為南京尚寶司卿。
10. ↑  《明穆宗莊皇帝實錄·卷二十四》：（隆慶二年九月）乙亥復兵部左侍郎為民陳洪謨、戶部左侍郎閒住余胤緒原職，乃賜祭葬如例，以湖廣撫按官劉慤等言二臣皆因公落職，輿論稱枉故也。
11. ↑  光緒《德安府志·卷十四·人物二》：余仍【胤】緒，字思孝，應城人，幼穎異、性至孝，從父南雍師湛元明，悟周程為學宗旨，登嘉靖丙戌進士，授南戶部主事，調吏部厯考功司郎中，察計秉公，忤權貴免歸；以薦起南考功，遷南通政參議，厯太僕、大理卿、戶部右侍郎乞休歸。仍【胤】緒端介純厚，篤志聖學，晚年講業西學，嘗謂門子弟曰：「經師易求，身師難得。古人之書須體之，身心見之，行事方是有本之學，若本原不深，雖高才能文亦枝葉耳。」從學者皆宗其教，著有《玉崖集》、《遵古便覽》，歿祀鄉賢。 應城樊志